# Denis Lian
Denis Lian (em chinês 練建勝; 8 de Março de 1972) é um piloto singapurense de corridas. Atuou na A1 Grand Prix.